# 楊延輝 (清朝)
杨延辉，直隶曲阳（今河北曲阳）人，是一名清朝政治人物。
杨延辉曾于1770年接替耿睿锡任金山县知县一职，1770年由韩运鸿接任。